# François Dumont (résistant)
Pour les articles homonymes, voir François Dumont et Dumont.
François Dumont, né le 11 octobre 1918 à Toulouse et mort le 2 mai 1997 dans le Kent, est un militaire et résistant français, compagnon de la Libération. Engagé volontaire de l'armée de l'air, il décide en 1940 de s'engager dans les forces françaises libres et effectue de nombreuses missions de combat au cours desquelles il est plusieurs fois blessé. Après la guerre, il travaille notamment pour le ministère des affaires étrangères avant de prendre sa retraite en Angleterre.

## Biographie

### Jeunesse et engagement
Enfant de cultivateurs, François Dumont naît le 11 octobre 1918 à Toulouse. Décidant d'embrasser la carrière militaire, il s'engage dans l'armée de l'air dès ses 18 ans en novembre 1936 et est affecté au 137e régiment d'aviation au Maroc. Passé soldat de 1re classe, il est muté en 1939 au 37e régiment d'aviation à Meknès.

### Seconde Guerre mondiale
Au moment de la bataille de France, son unité est envoyé en métropole afin d'y combattre. Stationnés à Bordeaux, Dumont et quelques-uns de ses camarades n'attendant pas l'annonce de l'armistice du 22 juin 1940 pour décider de poursuivre la lutte contre les envahisseurs allemands. Dès le 19 juin, ils quittent Bordeaux pour se rendre à Bayonne d'où ils embarquent à destination de Gibraltar. De là, il rejoignent l'Angleterre où ils arrivent à Liverpool le 13 juillet. Engagé dans les forces françaises libres, Dumont se retrouve sous les ordres du lieutenant-colonel Lionel de Marmier au sein du Groupe mixte de combat no 1. Embarqué sur le Pennland, il participe à l'expédition de Dakar en septembre 1940 puis à la campagne du Gabon jusqu'en novembre.
Affecté comme mécanicien le 15 décembre à l'escadrille de bombardement no 2, il est promu caporal puis sergent en février 1941. Il effectue une période d'entraînement au no 223 Squadron de la Royal Air Force avant d'être muté au Groupe de bombardement Lorraine en septembre 1941. Au sein de sa nouvelle unité, Dumont participe à la guerre du désert en Libye de novembre 1941 à janvier 1942. En mai 1942, il est breveté radio-mitrailleur puis part suivre un stage dans une Operational training unit britannique au Kenya. Sur le chemin du retour, le navire sur lequel il est embarqué est torpillé le 1er novembre 1942. Ayant survécu au naufrage, François Dumont est de retour en Angleterre au mois de décembre et promu sergent-chef le 15 janvier 1943.
De retour au sein du groupe Lorraine en avril, il est affecté à la 2e escadrille "Nancy" avec laquelle il participe aux combats sur le front de l'ouest. Il effectue de nombreuses missions au-dessus de la France et de l'Allemagne au cours desquelles il s'illustre dans ses rôles de mitrailleur et de mécanicien en parvenant à repousser les chasseurs ennemis et à maintenir en état de vol ses bombardiers touchés par la Flak. Il est promu adjudant le 1er mars 1944. Le 5 août suivant, alors que son bombardier Douglas A-20 Havoc participe à un bombardement de nuit au-dessus de la Normandie, celui-ci est abattu par la DCA. Survivant au crash et malgré ses blessures, François Dumont parvient à se cacher parmi la population et participe pendant quelques jours aux actions de la résistance locale en sabotant des lignes électriques et téléphoniques allemandes dans la région de Falaise. Lorsque les troupes alliées encercle la poche de Falaise, il parvient à rejoindre ses lignes et repart pour l'Angleterre. Convalescent jusqu'en octobre, il est ensuite affecté à Londres puis en mars 1945 à Paris où il travaille pour l'État-major de l'air. Promu adjudant-chef, François Dumont est démobilisé en juin 1946 après 46 missions de guerre et 100 heures de vol.

### Après-guerre
Malgré la fin de la guerre, il décide de retourner en Angleterre où de 1947 à 1961 il travaille comme mécanicien radio et télévision. En 1963, il devient chauffeur de l'ambassade de France au Royaume-Uni à Londres jusqu'en 1967. La même année, il devient chiffreur au ministère des affaires étrangères et travaille entre-autres à l'ambassade de France au Tchad. En 1981, il prend sa retraite et se retire définitivement en Angleterre. François Dumont meurt le 2 mai 1997 dans le Comté de Kent. Il est inhumé à Bearsted.

## Décorations
|  |  |  |  |  |  |
|  |  |  |  |  |  |
|  |  |  |  |  |  |
|  |  |  |  |  |  |

| Commandeur de la Légion d'honneur        | Commandeur de la Légion d'honneur        | Compagnon de la Libération             | Compagnon de la Libération                                           | Médaille militaire                                                   | Médaille militaire                                                   |
| Commandeur de l'Ordre national du Mérite | Commandeur de l'Ordre national du Mérite | Croix de guerre 1939-1945              | Croix de guerre 1939-1945                                            | Médaille des blessés                                                 | Médaille des blessés                                                 |
| Médaille des évadés                      | Médaille des évadés                      | Croix du combattant volontaire         | Croix du combattant volontaire                                       | Croix du combattant volontaire de la Résistance                      | Croix du combattant volontaire de la Résistance                      |
| Médaille coloniale Avec agrafe "Libye"   | Médaille coloniale Avec agrafe "Libye"   | Médaille coloniale Avec agrafe "Libye" | Médaille commémorative des services volontaires dans la France Libre | Médaille commémorative des services volontaires dans la France Libre | Médaille commémorative des services volontaires dans la France Libre |